# Santuário de Tenson
O Santuário de Tenson (em japonês 天孫神社, Tenson Jinja) é um santuário xintoísta localizado em Otsu, província de Shiga, Japão.

## Deuses venerados
- Yamasatihiko
- Ookuninushi
- Kunitokotachi
- Tarashinakatsuhiko

## História
O Tenson Jinja foi estabelecido em 782 e purificado (misogi) pelo Imperador Heizei em 806.